# Daniela Rotolo
Daniela Rotolo (Anzio, 24 giugno 1997) è una taekwondoka italiana.

## Palmarès
- Europei

Montreux 2016: bronzo nei 62 kg;
Kazan' 2018: bronzo nei 62 kg.